# Franc Leskovšek
Franc Leskovšek; slovenski politik, * 22. december 1950
Je trenutni župan Občine Dobje.